# 233rd Street
233rd Street – stacja metra nowojorskiego, na linii 2. Znajduje się w dzielnicy Bronx, w Nowym Jorku i zlokalizowana jest pomiędzy stacjami Nereid Avenue i 225th Street. Została otwarta 31 marca 1917.